# Kenkere, Chiknayakanhalli
Kenkere là một làng thuộc tehsil Chiknayakanhalli, huyện Tumkur, bang Karnataka, Ấn Độ.